# Antonio Ullo
Antonio Ullo (* 7. Januar 1963 in Milazzo) ist ein ehemaliger italienischer Sprinter, der sich auf den 100-Meter-Lauf spezialisiert hat.

## Sportliche Laufbahn
Erste internationale Erfahrungen sammelte Antonio Ullo vermutlich im Jahr 1981, als er bei den Junioreneuropameisterschaften in Utrecht mit 10,73 s im Halbfinale im 100-Meter-Lauf ausschied und mit der italienischen 4-mal-100-Meter-Staffel in 40,62 s den vierten Platz belegte. 1984 gewann er bei den Halleneuropameisterschaften in Göteborg in 6,68 s die Silbermedaille im 60-Meter-Lauf hinter dem Deutschen Christian Haas. Im August nahm er an den Olympischen Sommerspielen in Los Angeles teil und schied dort mit 10,57 s im Viertelfinale aus. Zudem belegte er mit der Staffel in 38,87 s im Finale den vierten Platz. Im Jahr darauf schied er bei den Hallenweltspielen in Paris mit 6,71 s im Semifinale über 60 Meter aus, ehe er bei den Halleneuropameisterschaften in Piräus in 6,66 s den vierten Platz belegte. Im Oktober gelangte er beim IAAF World Cup in Canberra mit 38,76 s auf den fünften Platz in der 4-mal-100-Meter-Staffel. 1986 schied er bei den Halleneuropameisterschaften in Budapest mit 6,65 s im Semifinale über 60 Meter aus und im August kam er bei den Freiluft-Europameisterschaften in Stuttgart mit 10,54 s nicht über den Vorlauf über 100 Meter hinaus. Zudem belegte er dort mit der Staffel in 38,86 s den fünften Platz. Im Jahr darauf gewann er bei den Halleneuropameisterschaften in Liévin in 6,61 s die Bronzemedaille über 60 Meter hinter dem Polen Marian Woronin und seinem Landsmann Pierfrancesco Pavoni, ehe er bei den Hallenweltmeisterschaften in Indianapolis in 6,64 s den vierten Platz belegte. 1988 belegte er bei den Halleneuropameisterschaften in Budapest in 6,67 s den sechsten Platz, wie auch bei den Halleneuropameisterschaften im Jahr darauf in Den Haag in 6,68 s. Daraufhin wurde er bei den Hallenweltmeisterschaften in Budapest in 6,63 s Vierter. 1991 schied er bei den Hallenweltmeisterschaften in Sevilla mit 6,77 s im Halbfinale über 60 Meter aus und beendete im selben Jahr seine aktive sportliche Karriere im Alter von 28 Jahren.
1988 wurde Ullo italienischer Meister im 100-Meter-Lauf sowie 1984 und 1986 und von 1988 bis 1990 Hallenmeister über 60 Meter.

## Persönliche Bestzeiten
- 100 Meter: 10,1 s, 14. Oktober 1981 in Bergamo
- 60 Meter (Halle): 6,59 s, 21. Februar 1987 in Liévin
- 200 Meter: 20,6 s, 8. Mai 1988 in Rom